# St. Bartholomäus (Sufferloh)

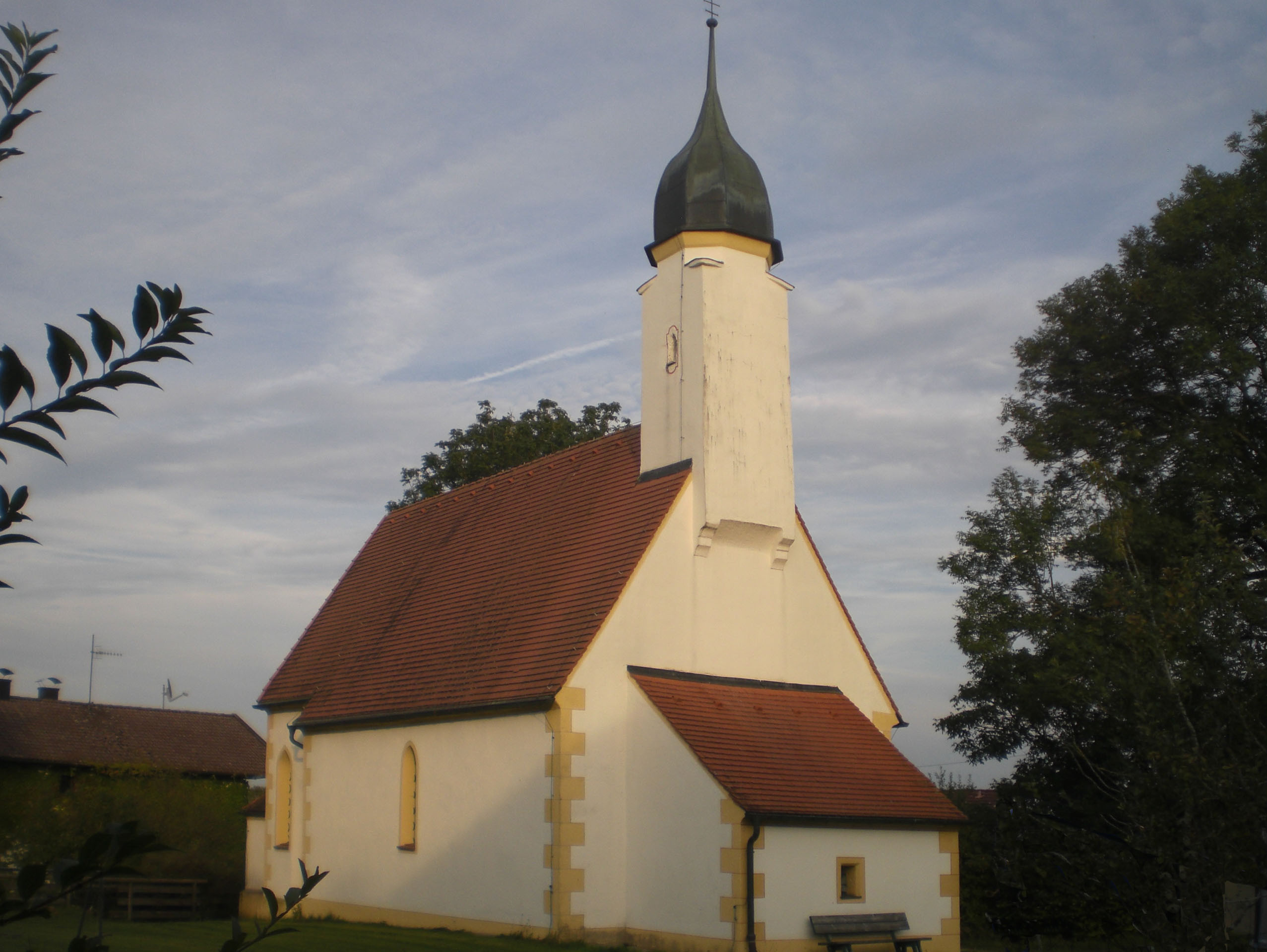
St. Bartholomäus in Sufferloh

Innenraum

Die römisch-katholische Filialkirche St. Bartholomäus steht in Sufferloh, einem Gemeindeteil des Marktes Holzkirchen im oberbayerischen Landkreis Miesbach. Die Saalkirche ist in der Liste der Baudenkmäler in Holzkirchen (Oberbayern) unter der Nummer D-1-82-120-58 eingetragen. Die Kirche gehört zum Dekanat Miesbach im Erzbistum München und Freising.

## Beschreibung
Die spätgotische Wandpfeilerkirche wurde im 15. Jahrhundert erbaut. Sie besteht aus dem Langhaus, dem eingezogenen, dreiseitig geschlossenen Chor im Osten und der Sakristei an der Stirnwand des Chors. Dem Giebel im Westen wurde 1629 ein mit einer Zwiebelhaube bedeckter Giebelreiter aufgesetzt. In einem Vorbau an der Westwand befindet sich der Eingang.
Der Innenraum ist mit einem Netzgewölbe überspannt. Im Mittelteil des Hochaltars stehen die Skulpturen des Korbinian, des Simon Petrus und des Apostel Bartholomäus.